# Cecropia angustifolia
Cecropia angustifolia es una especie biológica de planta con flor en la familia de las Cecropiaceae. 
Es endémica del Perú. Está amenazada por pérdida de hábitat.

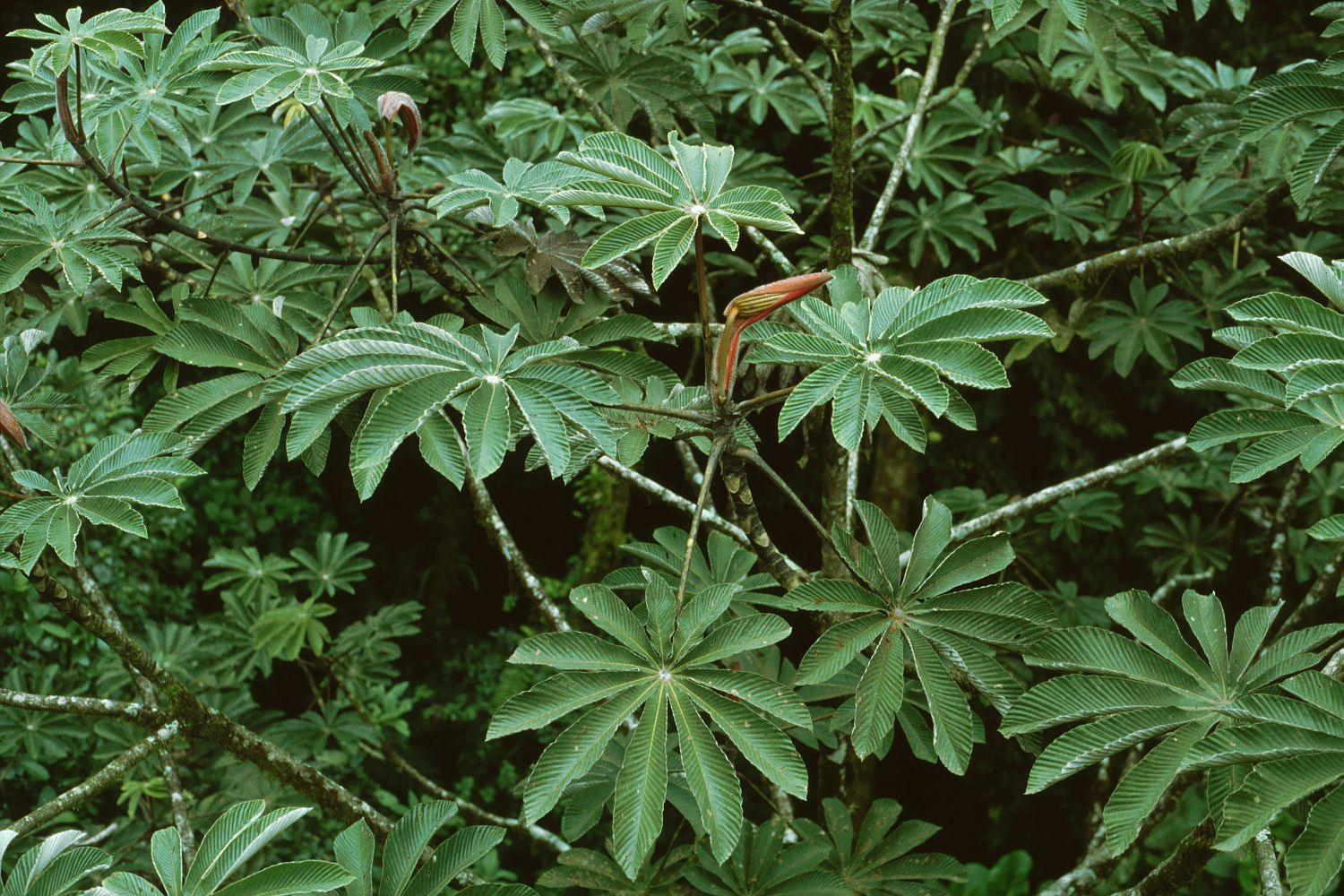
Detalle de las hojas

## Taxonomía
Cecropia tubulosa fue descrita por Auguste Adolphe Lucien Trécul y publicado en Annales des Sciences Naturelles; Botanique, sér. 3 8: 83. 1847.
Etimología
Cecropia: nombre genérico que es una referencia al legendario rey Cécrope II, hijo de Erecteo y antiguo rey de Ática.
angustifolia: epíteto latino que significa "con hojas estrechas".
Sinonimia
- Ambaiba acutifolia (Trécul) Kuntze
- Ambaiba digitata (Klotzsch) Kuntze
- Ambaiba tubulosa (Ruiz ex Klotzsch) Kuntze
- Cecropia acutifolia Trécul
- Cecropia caucana Cuatrec.
- Cecropia coriacea Cuatrec.
- Cecropia danielis Cuatrec.
- Cecropia digitata Klotzsch
- Cecropia hachensis Cuatrec.
- Cecropia moniquirana Cuatrec.
- Cecropia palmatisecta Cuatrec.
- Cecropia philipsonii Cuatrec.
- Cecropia polyphlebia Donn.Sm.
- Cecropia strigilosa Cuatrec.
- Cecropia sylvicola Standl. & Steyerm.
- Cecropia tubulosa Ruiz ex Klotzsch
- Cecropia villosa C.C.Berg & P.Franco
- Cecropia villosa subsp. polycephala C.C.Berg[4]